# نمش‌رمپه‌هولوش
نِمِش‌رمپه‌هولوش (به مجاری:  Nemesrempehollós) یک شهرداری در مجارستان است که در واش واقع شده‌است. نمش‌رمپه‌هولوش ۱۲٫۰۵ کیلومتر مربع مساحت و ۳۱۲ نفر جمعیت دارد.